# Tchéquie au Concours Eurovision de la chanson 2018
La Tchéquie est l'un des quarante-trois pays participants du Concours Eurovision de la chanson 2018, qui se déroule à Lisbonne au Portugal. Le pays est représenté par Mikolas Josef et sa chanson Lie To Me, sélectionnés via Eurovision Song CZ. Mikolas Josef termine à la sixième place de la finale, avec un total de 281 points.

## Sélection
Le diffuseur tchèque ČT a confirmé sa participation au Concours 2018 le 26 septembre 2017. Par la suite, le diffuseur a confirmé qu'il utiliserait une sélection nationale pour désigner le représentant du pays. 

### Format
Six candidtats, annoncés le 8 janvier 2018, participent lors de cette sélection. 
Le vainqueur de la sélection est désigné par un vote combinant pour moitié celui d'un jury international et pour moitié celui du public tchèque. Le public peut voter du 8 au 22 janvier via l'application officielle de l'Eurovision, et les votes des jurys ont été rendus publics le 23 janvier. Le jury et le télévote attribuent chacun 8 points à leur chanson favorite, 6 points à la seconde, puis de 4 à 1 point pour les suivantes. Le vainqueur de la sélection sera annoncé le 29 janvier 2018.

### Jury
Le jury de la sélection est constitué de dix anciens participants à l'Eurovision :
- Dami Im (représentante de l'Australie en 2016) ;
- Robin Bengtsson (représentant de la Suède en 2017) ;
- NAVI (représentants de la Biélorussie en 2017) ;
- SunStroke Project (représentants de la Moldavie en 2010 et 2017) ;
- Sanja Vučić (représentante de la Serbie en 2016) ;
- Jalisse (représentant de l'Italie en 1997) ;
- Iveta Moukoutchian (représentante de l'Arménie en 2016) ;
- Nathan Trent (représentant de l'Autriche en 2017) ;
- Norma John (représentants de la Finlande en 2017) ;
- Liora Simon (représentante d'Israël en 1995).

### Résultats
La sélection est remportée par Mikolas Josef et sa chanson Lie To Me, qui représenteront donc le pays lors de l'Eurovision 2018.
| Artiste       | Chanson            | Jury | Télévote | Total | Place |
| ------------- | ------------------ | ---- | -------- | ----- | ----- |
| Debbi         | High on Love       | 6    | 3        | 9     | 2     |
| Doctor Victor | Stand Up           | 3    | 1        | 4     | 5     |
| Eddie Stoilow | We Rule This World | 2    | 2        | 4     | 5     |
| Eva Burešová  | Fly                | 2    | 6        | 8     | 3     |
| Mikolas Josef | Lie to Me          | 8    | 8        | 16    | 1     |
| Pavel Callta  | Never Forget       | 4    | 4        | 8     | 3     |

## À l'Eurovision
La Tchéquie a participé à la première demi-finale, le 8 mai 2018.  S'étant classé 3e avec 232 points, le pays est qualifié pour la finale du 12 mai 2018 pour la 2e fois de son histoire, où il termine finalement 6e avec 281 points. Le pays obtient ainsi son meilleur classement et son premier Top 10.